# Volkswagen Polo Super 2000
De Volkswagen Polo Super 2000 is een rallywagen van de Duitse automobielconstructeur Volkswagen.